# 常願寺川扇状地
常願寺川扇状地（じょうがんじがわせんじょうち）とは、富山県富山市と中新川郡立山町にある扇状地。神通川との複合扇状地を成すが、常願寺川扇状地は神通川扇状地と比べて大きな扇状地であり、狭義富山平野の大部分を成す。堆積物の多くは立山カルデラ崩壊土砂であり、扇状地の層は比較的厚い。

## 特徴
立山カルデラの崩壊土砂を押し出して形成されている。標高165mの富山市上滝を扇頂として、標高15mのあたりを扇端としている。扇状地の勾配は14/1000程度。
常願寺川扇状地には、黒部川扇状地と違い明確な旧河道が見られない。これは、常願寺川扇状地がより多く土砂を堆積したからと見られている。

## 自然
常願寺川扇状地の一部は隆起し、上段台地と下段台地となって現扇状地と切り離されている。
また、熊野川は山間部では常願寺川に近い位置を流れるが、平野部で常願寺川の土砂により押し出されて常願寺川扇状地の南端をなぞるように流れ、最終的に神通川に合流する。

### 常願寺川扇状地の川
- 常願寺川、熊野川、白岩川、いたち川

## 利用
扇央部分では、散村形態が広く発達しており、扇状地のほぼ全体が水田となっている。
また、扇状地上を富山地方鉄道上滝線や富山地方鉄道立山線が走り、扇状地上の中には宅地化が進んでいる所も多い。